# Griñón
Griñón ist eine spanische Gemeinde (municipio) in der Provinz Madrid in der Autonomen Gemeinschaft Madrid. Die Gemeinde zählte auf einer Fläche von 17,42 km² und 2024 insgesamt 10.718 Einwohner.

## Geschichte
Die Gründung von Griñón geht auf die Zeit der Araber zurück. Von Alfons VI. von León wiedererlangt, wurden die Dörfer Cubas und Griñón vom Bischof Juan Ramírez de Guzmán 1274 unter die Gerichtsbarkeit von Madrid gestellt. Heinrich III. von Kastilien verlieh Griñon die Stadtrechte im Jahre 1383.
Ende des 14. Jahrhunderts, besaß der Graf von Fuensalida, Pedro López de Ayala y Castañeda, große Güter in diesem Gebiet, die später in die Güter von Humanes de Madrid des Bürgermeisteramts der Marquesa de Villa integriert wurden.

## Lage
Die Gemeinde liegt rund 27 km südwestlich von Madrid und 7 km westlich der Autovía A-42, die von Madrid nach Toledo führt, an der Straße M-404.

## Sehenswürdigkeiten
- Pfarrkirche Nuestra Señora de la Asunción: Kirche im Mudejar-Stil, aus dem vierzehnten Jahrhundert, mit mehreren Erweiterungen vom sechzehnten bis achtzehnten Jahrhundert. Die Kirche besitzt ein interessantes barockes Holzaltarbild von Juan Correa de Vivar.
- Kloster: Convento Clarisas de la Encarnación: Dieses geschlossene barocke Kloster wurde 1523 von Rodrigo Díaz de Vivar gegründet. Das Hauptaltarbild stammt aus dem 16. Jahrhundert, mit einem Gemälde des Christus von Burgos, von Ballueca (1688).[3]